# Dennis Stanton
Dennis James Stanton (ur. 12 maja 1982 w North Wales) – amerykański koszykarz, występujący na pozycji rozgrywającego oraz rzucającego obrońcy, po zakończeniu kariery zawodniczej trener koszykarski.
Obecnie prowadzi własny obóz szkoleniowy dla młodzieży.

## Osiągnięcia
College
- Zawodnik Roku:
  - Regionu Mid-Atlantic (2004 według D3Hoops.com)[2]
  - konferencji Centennial (2004)[3]
  - ECAC (2004)[4]
  - okręgu Filadelfia (2004)[4]
- Zaliczony do składów[2]:
  - All-American First Team (2004 przez National Association of Basketball Coaches – NABC)
  - Academic All-American First Team (2004)
- Wybrany do[1]:
  - Galerii Sław Sportu małych uczelni w Filadelfii – Philadelphia Small College Hall of Fame (marzec 2013)
  - Galerii Sław Sportu uczelni Ursinus – Ursinus College Hall of Fame (listopad 2014)
- Lider strzelców dywizji III NCAA (2004)[3]

Drużynowe
- Finalista Pucharu Polski (2005/06)

Indywidualne
- Uczestnik meczu gwiazd PLK (2006)[5]
- Lider strzelców ligi duńskiej (2005)[3]